# Нова-Бяла-Река
Нова-Бяла-Река (болг. Нова Бяла река) — село в Болгарии. Находится в Шуменской области, входит в общину Вырбица. Население составляет 528 человек.

## Политическая ситуация
В местном кметстве Нова-Бяла-Река, в состав которого входит Нова-Бяла-Река, должность кмета (старосты) исполняет Исмаил Мехмедов Исмаилов (Движение за права и свободы (ДПС)) по результатам выборов правления кметства.
Кмет (мэр) общины Вырбица — Исмаил Мехмед Мехмед Движение за права и свободы (ДПС)) по результатам выборов в правление общины.